# Oxalis stenopetala
Oxalis stenopetala är en harsyreväxtart som beskrevs av Salter. Oxalis stenopetala ingår i släktet oxalisar, och familjen harsyreväxter. Inga underarter finns listade i Catalogue of Life.